# HD 116160
HD 116160，又名BD+02 2664，SAO 119899、HR 5037，是一颗恒星，视星等为5.69，位于銀經320.35，銀緯63.93，其B1900.0坐标为赤經13h 16m 36.5s，赤緯+2° 63.93′ 46″。